# Vương thất Anh
Vương quốc Anh không có định nghĩa chính thức hoặc mang tính pháp lý về thành viên Vương thất. Thông thường những người được mặc nhiên tôn xưng Royal Highness đều là thành viên Vương thất Anh, kể cả những người được tôn xưng trước triều đại của vị quân chủ hiện tại. Danh sách thành viên đương thời của Vương thất Anh sẽ bao gồm vị quân chủ, con và cháu của đương kim quân chủ và các vị quân chủ tiền nhiệm, con của con trai trưởng của Thân vương xứ Wales, và vợ hay chồng của họ.
Trong lịch sử, thành viên và người thân của Vương thất Anh đại diện cho Quốc vương tại nhiều nơi trong Đế quốc Anh, đôi khi trong thời gian dài với tư cách Phó vương, hoặc cho các nghi lễ hoặc sự kiện cụ thể. Ngày nay, họ thường thực hiện nghĩa vụ nghi lễ và xã hội trong cả Vương quốc Anh và ở nước ngoài. Bên cạnh vị quân chủ, vai trò hiến pháp duy nhất của họ trong chính phủ là giữ vị trí [Counsellor of State; Cố vấn viên của quân chủ] khi đạt tiêu chuẩn và được chỉ định thông qua văn kiện chứng nhận đại diện. Ít nhất hai Counsellor sẽ thực thi Vương quyền (trong giới hạn quy định) nếu vị quân chủ không phù hợp hoặc đang ở nước ngoài. Trong những quốc gia khác thuộc Khối Thịnh vượng chung, Vương thân không đóng vai trò Cố vấn viên của quân chủ, mặc dù họ có thể đại diện tiến hành những nghĩa vụ lễ nghi và xã hội.

## Thành viên

### Danh sách đầy đủ
Các thành viên và ngoại thích được liệt kê sau đây đều là các hậu duệ của 3 con trai của Cố Quốc vương George V và Cố Vương hậu Mary (gồm Cố Quốc vương George VI, Vương tử Henry, Công tước xứ Gloucester và Vương tử George, Công tước xứ Kent)
- Cố Quốc vương George VI và Cố Vương hậu Elizabeth Bowes-Lyon
  - Cố Nữ vương Elizabeth II và Cố Vương tế Philippos của Hy Lạp và Đan Mạch
    - Quốc vương Charles III và Vương hậu Camilla Shand
      - William, Thân vương xứ Wales và Catherine, Vương phi xứ Wales
        - Vương tôn George xứ Wales
        - Vương tôn nữ Charlotte xứ Wales
        - Vương tôn Louis xứ Wales

      - Vương tử Harry, Công tước xứ Sussex và Meghan, Công tước phu nhân xứ Sussex
        - Vương tôn Archie xứ Sussex[1]
        - Vương tôn nữ Lilibet xứ Sussex[1]

    - Anne, Vương nữ Vương thất và Phó Đô đốc, Ngài Timothy Laurence
      - Peter Phillips và Autumn Phillips
        - Savannah Phillips
        - Isla Phillips

      - Zara Tindall và Michael Tindall
        - Mia Tindall
        - Lena Tindall
        - Lucas Tindall

    - Vương tử Andrew, Công tước xứ York
      - Vương tôn nữ Beatrice xứ York và Edoardo Mapelli Mozzi
        - Sienna Mapelli Mozzi

      - Vương tôn nữ Eugenie xứ York và Jack Brooksbank
        - August Brooksbank

    - Vương tử Edward, Công tước xứ Edinburgh và Sophie, Công tước phu nhân xứ Edinburgh
      - The Lady Louise Windsor[2]
      - James, Bá tước xứ Wessex[2]

  - Cố Vương nữ Margaret, Bá tước phu nhân xứ Snowdon và Anthony Armstrong-Jones, Bá tước xứ Snowdon
    - David Armstrong-Jones, Bá tước xứ Snowdon thứ 2 và Serena Armstrong-Jones, Bá tước phu nhân xứ Snowdon
      - Charles Armstrong-Jones, Tử tước Linley
      - Quý cô Margarita Armstrong-Jones

    - Phu nhân Sarah Chatto và Daniel Chatto
      - Samuel Chatto
      - Arthur Chatto
- Cố Vương tử Henry, Công tước xứ Gloucester và Alice Montagu Douglas Scott, Công tước phu nhân xứ Kent
  - Vương tôn Richard, Công tước xứ Gloucester và Birgitte van Duers, Công tước phu nhân xứ Gloucester[3]
- Cố Vương tử George, Công tước xứ Kent và Marina của Hy Lạp và Đan Mạch, Công tước phu nhân xứ Kent
  - Vương tôn Edward, Công tước xứ Kent và Katharine Worsley, Công tước phu nhân xứ Kent[4]
  - Vương tôn nữ Alexandra, Phu nhân Danh dự Ogilvy
  - Vương tôn Michael xứ Kent và Marie von Reibnitz, Vương tôn phi Michael xứ Kent